# 史密斯威森M30左輪手槍
史密斯威森M30（英語：Smith & Wesson Model 30）是一把由美国槍械公司史密斯&威森所研製及生產的6發式“I型底把”雙動操作式左輪手槍，發射.32 S&W長彈或火力相對較弱的.32 S&W這二種口徑的手枪子彈。

## 歷史
從1948年到1957年，這種型號被稱為「.32手動拋殼型」，並且以五顆螺絲的「I型底把」所建製。1958年，底把進行了重新設計，使用四顆螺絲，以及螺旋型主弹簧而非一個平面或板型彈簧，並將其稱為「改進型I型底把」。三年後的1961年，所有「I型底把」被停止生產，並且被使用稍長的三顆螺絲的「J型底把」所取代。

## 概述
史密斯威森M30是以史密斯威森手動拋殼M1903左輪手槍為藍本，並具有烤藍或鍍镍兩種表面處理。它採用“圓形握把”I型底把，並從1948年開始生產至1976年結束。

## 衍生型
首先在與「.32手動拋殼型」相同的時間週期，史密斯威森還生產了其方形握把版本並且命名為「.32法規警用型」，並最終在1958年被M31所取代。M31遵循與M30型的生產日期有所相關的路徑。

## 流行文化

### 电影
- 1993年—《怒火风暴》：由主角威廉·「D-芬斯」·福士特（William 'D-Fens' Foster，邁克爾·道格拉斯飾演）和新納粹·尼克（Nick the Neo-Nazi，弗雷德里克·福雷斯特飾演）所使用。
- 1994年—《低俗小说》：由林哥／南瓜（Ringo／Pumpkin，蒂姆·罗斯飾演）在「序幕-餐廳」和「尾聲-餐廳」中搶劫餐廳時所使用。

## 資料來源
1. 1 2 3  Supica, Jim; Richard Nahas.  3. Iola, Wisconsin: F+W Media, Inc. 2007: 204–205. ISBN 978-0-89689-293-4.

## 外部連結
- （英文）—A Tale of Two Thirties.com—The Smith and Wesson Model 30-1 .32 S&W Long （页面存档备份，存于）
- （英文）—NRA Museum.org—Smith & Wesson Model 30 Revolver （页面存档备份，存于）